# Truyện ông lão đánh cá và con cá vàng (phim hoạt hình)
Truyện ông lão đánh cá và con cá vàng (tiếng Nga: Сказка о рыбаке и рыбке) là một phim hoạt hình đạo diễn Mikhail Tsekhanovsky, trình chiếu lần đầu năm 1950.
Bộ phim phỏng theo cổ tích cùng tên của Aleksandr S.Pushkin.

## Ê-kíp thực hiện
| Đạo diễn                  | Mikhail Tsekhanovsky |
| Biên kịch                 | Mikhail Volpin |
| Художники-постановщики    | Пётр Репкин, Д. Березовский |
| Художники-мультипликаторы | Александр Беляков, Фёдор Хитрук, Ламис Бредис, Николай Фёдоров, Рената Миренкова, Татьяна Таранович, Елизавета Казанцева, Роман Качанов, Роман Давыдов |
| Художники по фонам        | О. Геммерлинг, Ирина Светлица, В. Валерианова, В. Роджеро, К. Малышев                                                                                  |
| Phác thảo phong cảnh      | Tatyana Mavrina |
| Phác thảo hình nền        | V.Nechayeva |
| Điều hành sản xuất        | Mikhail Druyan |
| Âm nhạc                   | Yury Levitin |
| Звукооператор             | Nikolai Prilutsky |
| Lồng tiếng                | Boris Chirkov - Ông lão Anastasya Zuyeva - Bà lão Maria Babanova — Cá vàng                                                                             |
| Dẫn chuyện                | Vladimir Gribkov |
| Nhạc trưởng               | Aleksandr Gauk |
| Biên tập                  | Lydia Kyaksht |
| Phụ tá đạo diễn           | V.Tsekhanovskaya |